# Escuadrones volantes
Los escuadrones volantes, también conocidos como escuadrones de la muerte, fueron grupos de élite de la Policía de Ecuador creados en mayo de 1985 por el presidente conservador León Febres-Cordero Ribadeneyra. Los grupos pusieron en marcha una campaña sistemática con el apoyo del gobierno de violaciones de derechos humanos y torturas en nombre de la lucha contra la delincuencia y la subversión. De acuerdo al informe presentado por la Comisión de la verdad creada en 2007 por la Fiscalía General del Ecuador, durante los tres años en que estuvieron en funcionamiento, los escuadrones volantes perpetraron 32 ejecuciones extrajudiciales, 12 atentados, 9 desapariciones forzadas, 214 privaciones ilegales de la libertad, 275 víctimas de tortura y 72 casos de abuso sexual.
Entre los asesinatos, torturas y desapariciones perpetradas por escuadrones volantes más recordadas están la de los hermanos Restrepo, el de la maestra Consuelo Benavides, el del obrero Jaime Otavalo y el de los líderes subversivos Arturo Jarrín y Fausto Basantes. Febres-Cordero siempre negó responsabilidad ante los hechos y aseveró no haber autorizado personalmente ninguna de las torturas o asesinatos. Sin embargo, Juan Vela, quien fue miembro del Partido Social Cristiano junto con Febres-Cordero en la época de su gobierno, confesó ante la Comisión de la verdad que el expresidente habría dado la directiva de llevar a cabo torturas.
Los escuadrones volantes fueron eliminados en 1988 por el presidente Rodrigo Borja Cevallos, sucesor de Febres-Cordero.

## Creación

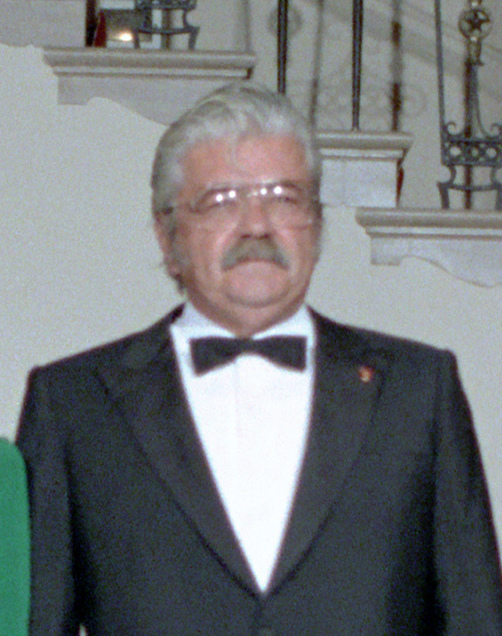
León Febres-Cordero Ribadeneyra, creador de los Escuadrones volantes

Los escuadrones volantes fueron creados el 23 de mayo de 1985, en un evento que tuvo lugar en el sector de El Guasmo, al sur de Guayaquil. Al evento asistieron el presidente León Febres-Cordero Ribadeneyra, el gobernador provincial Jaime Nebot y el comandante regional de policía Hólguer Santana. Durante el acto, Nebot realizó las siguientes declaraciones a los policías presentes:

Ustedes, policías, tienen órdenes precisas, claras; tenéis el respaldo moral, legal y económico del Gobierno (...) Usad las armas porque están facultados para ello. Ya saldrán las cotorras nuevamente a clamar por los derechos humanos, pero por los derechos humanos de los asesinos, de los delincuentes, de los terroristas, de los violadores y de los secuestradores (...) Porque si una mínima porción, ínfima porción, la porción podrida de la sociedad, tiene que caer abatida, tendrá que caer abatida.

De acuerdo a Xavier Flores, experto en derechos humanos, el gobierno de Febres-Cordero intentó desde sus inicios tomar la bandera de la lucha contra "la delincuencia y el terrorismo" para crear una sensación general de inseguridad y peligro que permitiera centrar la opinión pública en los supuestos resultados de los escuadrones volantes e ignorara las violaciones de derechos humanos que cometieran.

## Funcionamiento
Los escuadrones volantes fueron financiados con dinero del sector privado y se movilizaban en camionetas azules con amplio espacio en los baldes para poder transportar a los detenidos. Cada vehículo transportaba de cinco a siete policías fuertemente armados que tenían sus rostros cubiertos para evitar ser identificados. De acuerdo a Hugo España, un policía retirado que fue parte de uno de los escuadrones, alrededor del 95 % de las personas que detenían eran inocentes, pero los escuadrones salían a las calles con la consigna de traer la mayor cantidad posible de detenidos para poder mostrar a los medios de prensa los supuestos resultados positivos de su gestión.
Los detenidos eran llevados al Cuartel Modelo de Guayaquil, a instalaciones militares o a viviendas clandestinas.
Además de las detenciones, los escuadrones volantes eran utilizados por el gobierno para reprimir protestas ciudadanas, como ocurrió con la huelga organizada por el Frente Unitario de los Trabajadores del 17 de septiembre de 1986, o la huelga del 1 de junio de 1988 en que participaron agrupaciones de trabajadores y de nacionalidades indígenas, las cuales fueron violentamente dispersadas.

## Actos de tortura
Aunque en un principio los escuadrones tenían como único objetivo a los integrantes del grupo subversivo Alfaro Vive ¡Carajo!, posteriormente se amplió su eje de acción y empezaron una llamada "lucha contra la delincuencia". De hecho, el informe de la Comisión de la verdad reveló que solo el 19% de torturados y asesinados tenía conexiones con Alfaro Vive, mientras el resto fueron personas de la sociedad civil.
Como parte de esta nueva consigna, los escuadrones volantes solían patrullar las calles de distintas ciudades por las noches y detenían a cualquier persona que pareciera sospechosa o que definieran como indeseable, en una especie de campaña de limpieza social, entre quienes se contaba a trabajadoras sexuales, personas pertenecientes a las poblaciones LGBT o cualquier hombre con características que ellos consideraran "afeminadas". El activista Gonzalo Abarca, quien ayudó a tramitar la libertad de varias detenidas, relató años después que las mujeres transgénero en particular eran golpeadas, violadas y torturadas. Como parte de un informe presentado por la Comisión Interamericana de Derechos Humanos, Mabell García, una activista trans sobreviviente de tortura, relató que solían ser llevadas al Cuartel Modelo y obligadas a "hacer actos aberrantes" por vestir ropa femenina. En 2015, una mujer transgénero de nombre Alondra relató el siguiente testimonio sobre los violaciones a los derechos humanos por parte de los escuadrones:

Los escuadrones volantes nos metían en el camión y nos llevaban al Centro de Detención Provisional de Guayaquil. Allí ocurrían los atropellos más horribles que te puedas imaginar. Obligaban a las chicas travestis a servir sexualmente a los presos y a los policías, nos violaban, nos pegaban y si intentábamos reclamar nos amenazaban con dejarnos presas más tiempo. Muchas chicas trans aparecían muertas en la Perimetral con cortes, mutilaciones y nadie podía reclamar nada.

Las detenciones se centraron así mismo en  líderes estudiantiles, incluso los que no tenían relación con Alfaro Vive. Eso fue lo que le ocurrió a Jorge Dumet, quien fue apresado en su domicilio por haber sido líder estudiantil en la secundaria. Al no encontrar armas o elementos incriminatorios, los policías tomaron una copia de El capital, de Karl Marx, como supuesta prueba. Dumet fue vendado, llevado al Cuartel Modelo y posteriormente fue guindado de sus pulgares como forma de tortura. Durante los siguientes veinte días fue objeto de diversos tipos de violencia física y psicológica, actos que le dejaron deformaciones físicas de por vida en sus falanges.
También eran detenidas personas que protestaban contra falencias de servicios públicos, como fue el caso de Nelson Quinde, un activista barrial que fue detenido cerca de la Vía Perimetral por un escuadrón volante y llevado a la terraza de la Gobernación del Guayas luego de participar en una protesta. Una vez allí comenzó a ser golpeado por los policías con las empuñaduras de sus revólveres, luego lo sumergieron en tanques de agua para asfixiarlo, lo patearon y le pusieron fundas con gas lacrimógeno en la cabeza. De acuerdo a Quinde, el acto fue presenciado brevemente por el gobernador Jaime Nebot cuando subió a hablar con uno de los policías, quien habría ignorado los hechos.
Otros tipos de tortura recogidos en el informe de la Comisión de la verdad incluyeron: privar de alimentos a los detenidos, impedir que pudieran dormir, golpearlos de forma constante con objetos contundentes, aplicarles descargas eléctricas cuando no reaccionaran, asfixiarlos con trapos húmedos y simular que iban a ser asesinados. Uno de los sobrevivientes también relató que sus torturadores solían escupir en los alimentos que les proporcionaban y les impedían bañarse hasta por quince días.
Incluso luego de ser sentenciados, para muchos de los detenidos continuaron los abusos, dado que en la Penitenciaría del Litoral se había establecido la llamada "jaula de la venganza", donde todos los detenidos relacionados con Alfaro Vive eran torturados. Este sitio fue cerrado luego de que los reos protagonizaran una huelga de hambre de 17 días para exigir al gobierno ser integrados a los pabellones de la cárcel.